# Eriphioides surinamensis
Eriphioides surinamensis là một loài bướm đêm thuộc phân họ Arctiinae, họ Erebidae.